# Cirrodes rosaceus
Cirrodes rosaceus är en fjärilsart som beskrevs av Rothschild 1924. Cirrodes rosaceus ingår i släktet Cirrodes och familjen nattflyn. Inga underarter finns listade i Catalogue of Life.